# Haleakala
Haleakalā (havajsko Hiša sonca) je ognjenik na otoku Maui na Havajih, ki predstavlja tri četrtine površine otoka. Njegov vrh je zaradi višine in oddaljenosti od večjih naselij zelo primeren za astronomska opazovanja, zato se na njem nahaja veliki kompleks observatorijev.